# سلطنة مسقط
سلطنة مسقط كانت إمبراطورية بحرية خلال القرن ال18، والتي توحدت في عام 1820 مع إمامة عمان لتشكل سلطنة مسقط وعمان.